# Marie-Adélaïde Duvieux
Marie-Adélaïde Duvieux, née Landragin, appelée aussi à tort Marie-Adélaïde Durieux, est une peintre miniaturiste française active dans les années 1790, née le 22 avril 1761 à Paris et morte dans la même ville le 14 janvier 1799. Elle participe à plusieurs Salons et expositions artistiques parisiennes entre 1791 et 1798.

## Biographie
Marie Éléonore Adélaïde Landragin est née le 22 avril 1761 à Paris et a été baptisée le lendemain dans l'église Saint-Laurent. Ses parents, le maître de pension Jean-Louis Landragin et son épouse Marie Françoise Deschamps, habitent alors le faubourg Saint-Laurent. Son père meurt en 1776.
Sous le nom de Mlle Landragin, alors qu'elle demeure au no 81, rue du Faubourg-Saint-Martin, elle présente en 1791 des portraits en miniature et têtes d'étude à l'exposition de la Société des amis des arts (catalogue no 89) et à celle des artistes libres organisée chez le marchand de tableaux Jean-Baptiste-Pierre Lebrun, rue de Cléry (catalogue no 102), parfois appelée Exposition de la Jeunesse.
En 1793, la « citoyenne Landragin », résidant toujours sur la rue du Faubourg-Saint-Martin, mais au no 133, participe pour la première fois au Salon de peinture et de sculpture, qui ouvre ses portes le 10 août, en présentant un « cadre contenant plusieurs miniatures »,. Un critique anonyme qualifie ses œuvres de « jolies miniatures », tout en soulignant la faiblesse du dessin de l'une d'entre elles : « La tête de la bacchante n'est pas bien sur les épaules ».
Le 17 septembre suivant, elle devient membre de la Commune générale des arts , qui a supplanté cette année-là l'Académie royale de peinture et de sculpture.
Le 27 février 1794 (9 ventôse an II), Marie-Adélaïde Landragin épouse à Paris le tabletier Julien Louis Duvieux,,. Après cette date, elle adopte le patronyme Duvieux, parfois en combinaison avec son nom de naissance, mais elle apparaît dans deux livrets du Salon (1795 et 1796) sous le nom Durieux, la lettre « v » ayant été confondue avec un « r ».
L'artiste présente encore des miniatures aux Salons de 1795 et 1796, à l'exposition de l’Élysée de 1797, puis au Salon de 1798.
Elle meurt peu après à Paris, le 14 janvier 1799 (25 nivôse an VII),. Son époux la suit dans la tombe le 26 mars 1823. Le couple avait eu une fille, Marie Adélaïde Julie, mariée le 26 août 1815 à Jean Baptiste Fanfan Decourcelle et morte le 30 mai 1844. C'est la petite-fille de ces derniers qui lègue aux musées nationaux en 1938 l'autoportrait de sa bisaïeule.

## Duvieux ou Durieux?

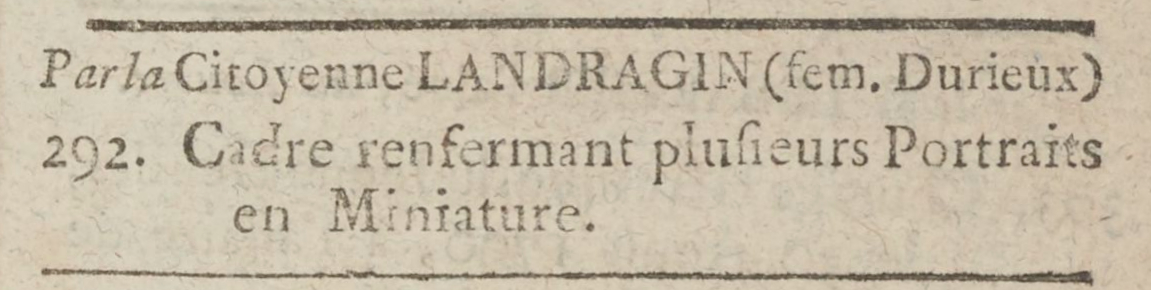
Entrée concernant Marie-Adélaïde Duvieux dans le livret du Salon de 1795, avec la dénomination fautive : Citoyenne Landragin (fem[me] Durieux)

Les sources désignent généralement l'artiste sous le nom de Duvieux ou celui de Durieux. Ces variations correspondent aux diverses manières par laquelle elle est désignée dans les livrets du Salon après son mariage : en 1795, « la Citoy[enne] Landragin (femme Durieux) »; en 1796, « Citoyenne Durieux (née Landragin) » et en 1798, « Citoyenne Duvieux (Marie-Adélaïde), née Landragin ».
Les dictionnaires les plus anciens consacrés aux artistes optent pour Durieux, peut-être parce que ce patronyme est répété deux fois dans les livrets du Salon, alors que Duvieux n'apparaît qu'une fois. Bellier et Auvray, dans leur influent Dictionnaire général des artistes de l'École française, affirment en 1882 : « Durieux et non Duvieux ». Ils sont suivis par le Bénézit en 1911.
C'est cette tradition historiographique, où l'emportait Durieux, qui était en vigueur lorsque l'autoportrait de « Mme Duvieux, née Landragin », est entré en 1938 dans les collections du musée national de Versailles et de Trianon. L'artiste qui s'était représentée dans le tableau a alors été identifiée comme « Marie-Adélaïde Durieux ». Toutes les sources qui se sont intéressées à ce portrait ont depuis fait usage du patronyme, depuis les catalogues de peintures, jusqu'aux bases de données en ligne, et aux récentes expositions.
De leur côté, les historiens de l'art s'intéressant aux miniatures ont remarqué au cours du XXe siècle des œuvres signées « Landragin f. Duvieux » ou « Landragin fme Duvieux » (abréviations de « Landragin, femme Duvieux »). Le premier, Leo Schidlof, a reconnu la confusion qui avait dû se produire entre les lettres « v » et « r » et a rétabli en 1964 le nom véritable de la miniaturiste en « Duvieux ».

Signatures de Marie-Adélaïde Duvieux
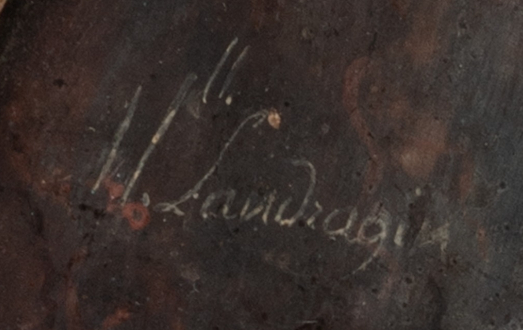
Signature, vers 1790-1793 : Mll Landragin
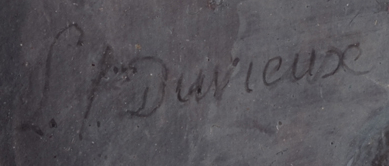
Signature, vers 1794-1798 : L. f. Duvieux pour Landragin femme Duvieux. Le nom Duvieux est clairement lisible.
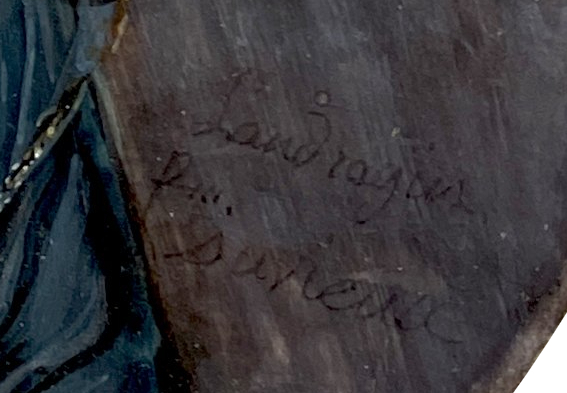
Signature, vers 1794-1798 : Landragin fme Duvieux pour Landragin femme Duvieux. Ce type de signature permet de trancher la question pour identifier l'artiste et établir son patronyme après son mariage en Duvieux.

## Œuvre

### Autoportrait

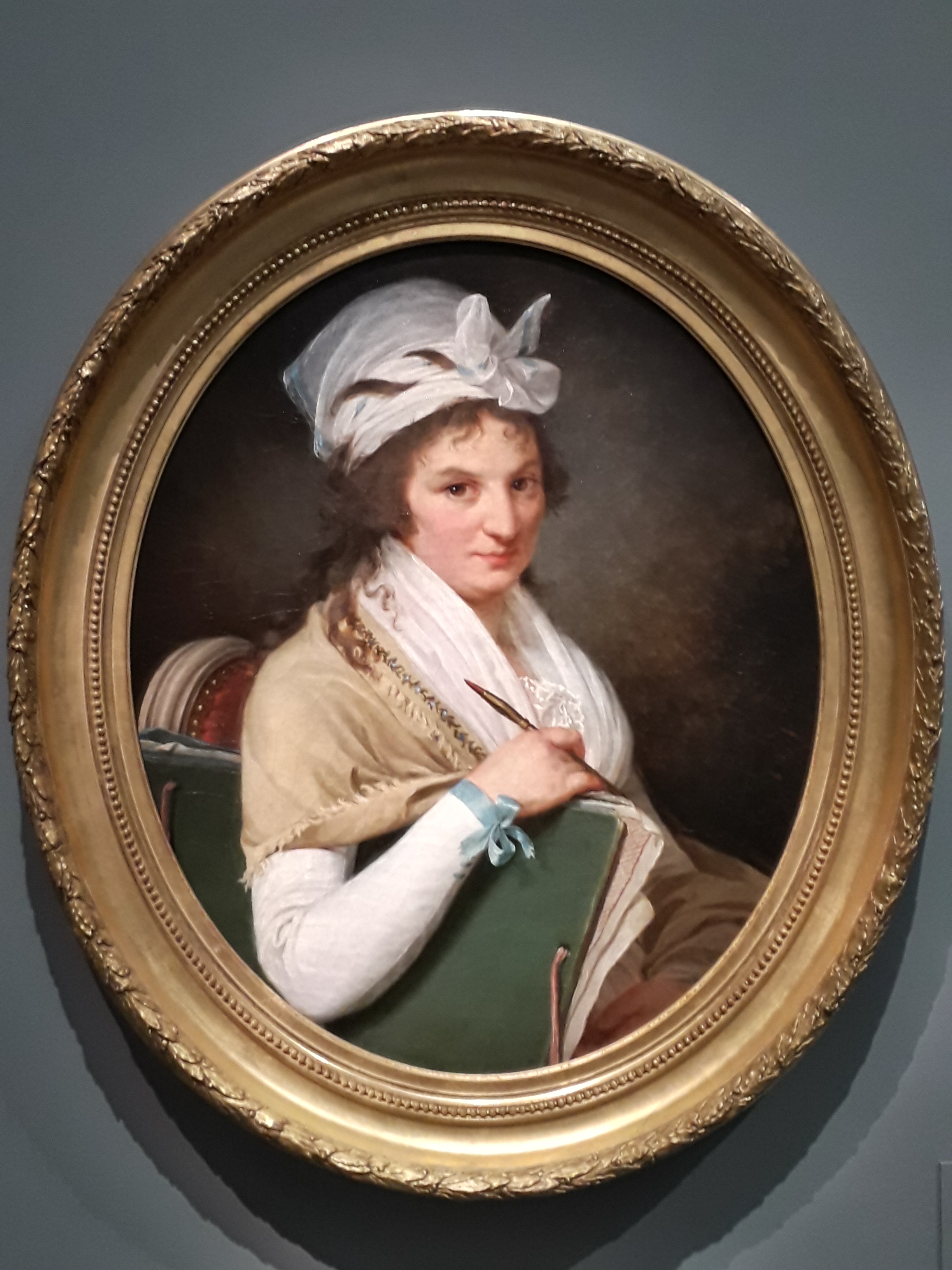
L'autoportrait de Marie-Adélaïde Duvieux, photographié à l'exposition Peintres femmes, 1780-1830. Naissance d’un combat en juillet 2021.

La seule huile sur toile qu'on connaît de Marie-Adélaïde Duvieux est son autoportrait, conservé dans sa descendance jusqu'à son entrée dans les collections du musée national des châteaux de Versailles et de Trianon en 1938 à la suite du legs de son arrière-petite-fille, Mme Decourcelle. Coiffée d'une charlotte blanche bordée d'un mince ruban bleu qui retient ses cheveux, vêtue d'une robe et d'un fichu blancs couverts d'un châle jaune pâle liséré, un ruban bleu noué au poignet, l'artiste se présente à l'observateur, qu'elle fixe du regard, dans une tenue sans apprêt mais d'un discret luxe bourgeois. Pour Jean Hubac, « le visage, peint sans embellissement, marque l’attachement de Marie-Adélaïde Durieux [sic] à une représentation fidèle à la réalité ». Le statut professionnel de celle qui se représente est mis en avant par le carton à dessins sur lequel elle s'appuie et le porte-crayon qu'elle tient à la main.
Interprétant le tableau au regard des récents bouleversements nés de la Révolution française, le dossier de presse de l'exposition Peintres femmes, 1780-1830. Naissance d’un combat (musée du Luxembourg, 2021) dans laquelle l’œuvre est présentée la résume ainsi : « Son autoportrait, sans concession, illustre avec force les changements quant au statut des peintres femmes durant la période révolutionnaire : la citoyenne Landragin s’y présente en peintre de métier et c’est, sans faire recours au privilège de la beauté ni à la séduction des satins et des rubans « rococo », qu’elle affirme sa légitimité ».

### Miniatures
Pour le spécialiste de la miniature Leo Schidlof, les œuvres de Marie-Adélaïde Duvieux, sans être celles d'une artiste de premier plan, révèlent une miniaturiste de talent, qui peignait des portraits expressifs et bien dessinés. Les visages sont réalisés avec finesse, en ombrant les chairs de marron,. Elle se caractérise par sa manière de peindre les cheveux avec de petites touches de gouache blanche,.
Les miniatures de l'artiste, en majorité d'un diamètre variant entre 6 et 7 cm, sont considérées une rareté sur le marché. Elle signait ses œuvres Mlle Landragin, M. Landragin, ou, après son mariage, Landragin f. Duvieux ou Landragin fme Duvieux.
Des portraits miniatures de sa main sont conservés au musée du Louvre à Paris,,, à l'Albertina à Vienne,, au Nationalmuseum de Stockholm et dans la collection Tansey, hébergée au Bomann-Museum (de) de Celle, en Allemagne.

Sélection d'œuvres de Marie-Adélaïde Duvieux
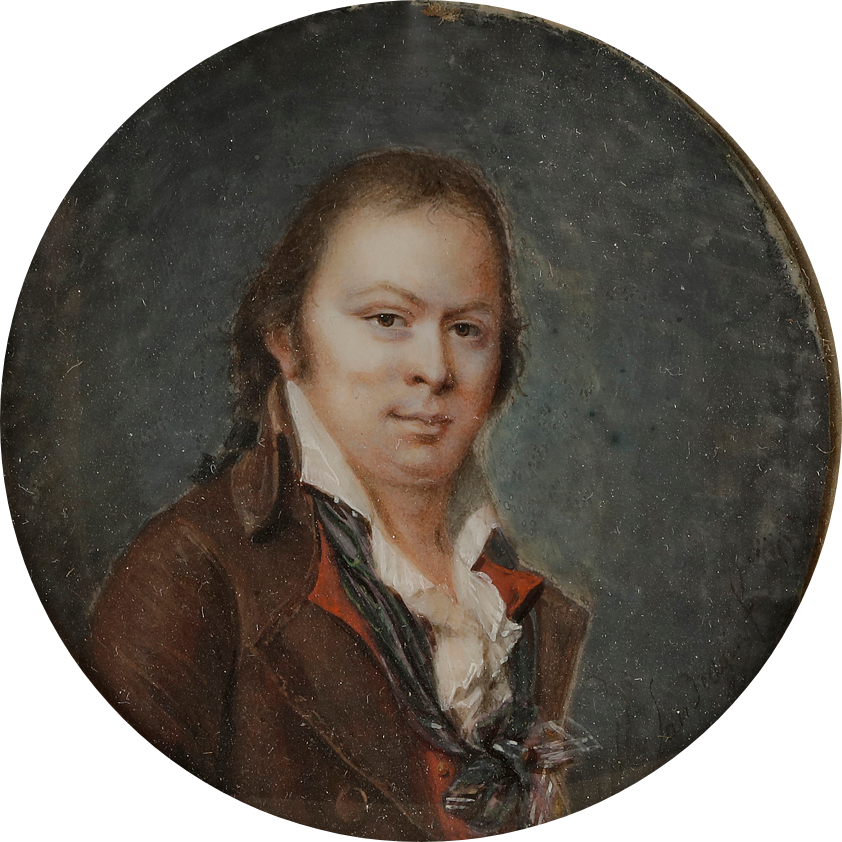
Portrait d’homme en costume brun, 1791, miniature sur ivoire, diamètre 6,3 cm (localisation inconnue)
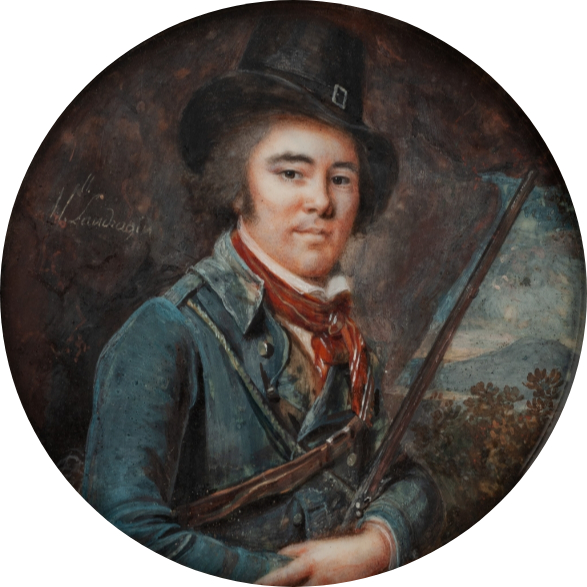
Homme en costume de chasse, vers 1790-1793, miniature, aquarelle et gouache sur ivoire, diamètre 7,4 cm (Celle, Bomann-Museum (de), collection Tansey)
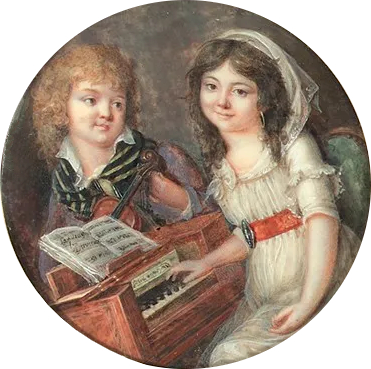
Deux enfants jouant de la musique, vers 1790-1798, miniature, gouache sur ivoire, diamètre 7,4 cm (localisation inconnue)
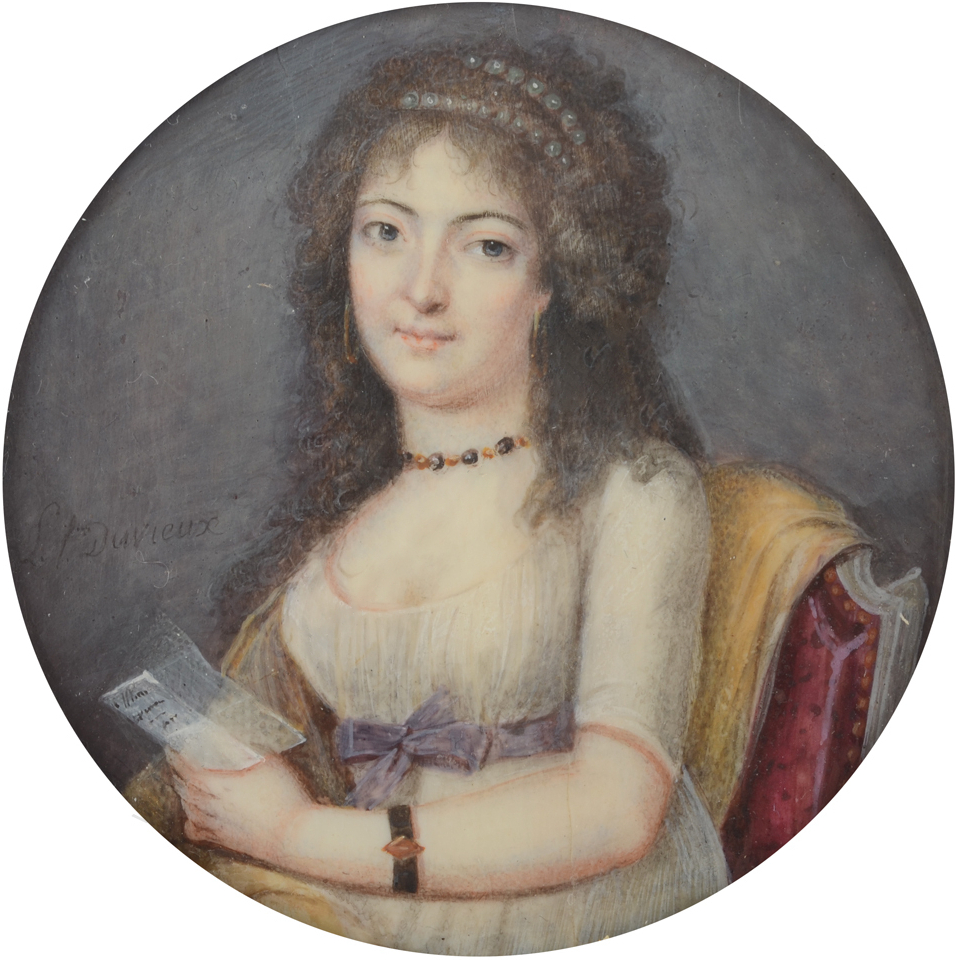
Portrait d'une dame à la lettre, vers 1794-1798, miniature, aquarelle sur ivoire, diamètre 6,6 cm (localisation inconnue)
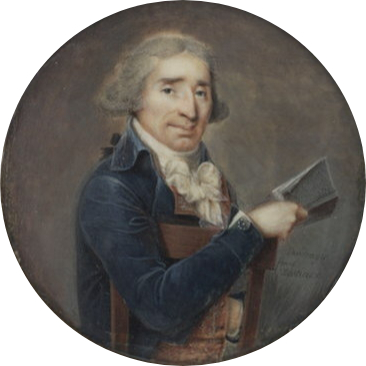
Portrait d'homme assis, vers 1794-1798, miniature sur ivoire, diamètre 7 cm (Paris, département des arts graphiques, musée du Louvre)
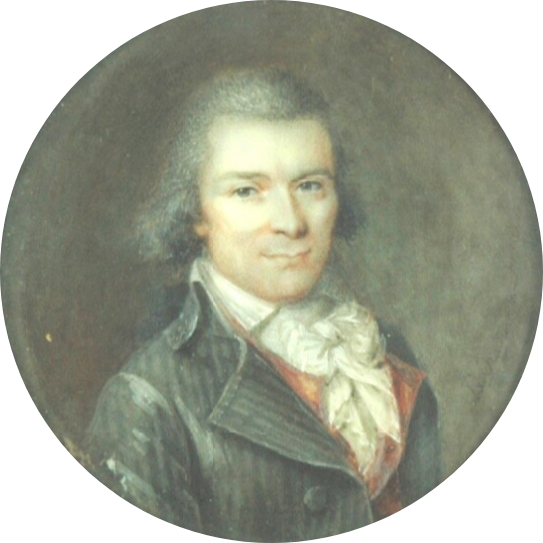
Portrait d'homme en redingote à rayures grises et gilet rouge, vers 1794-1798, miniature, aquarelle sur ivoire, diamètre 5,9 cm (Vienne, Albertina)
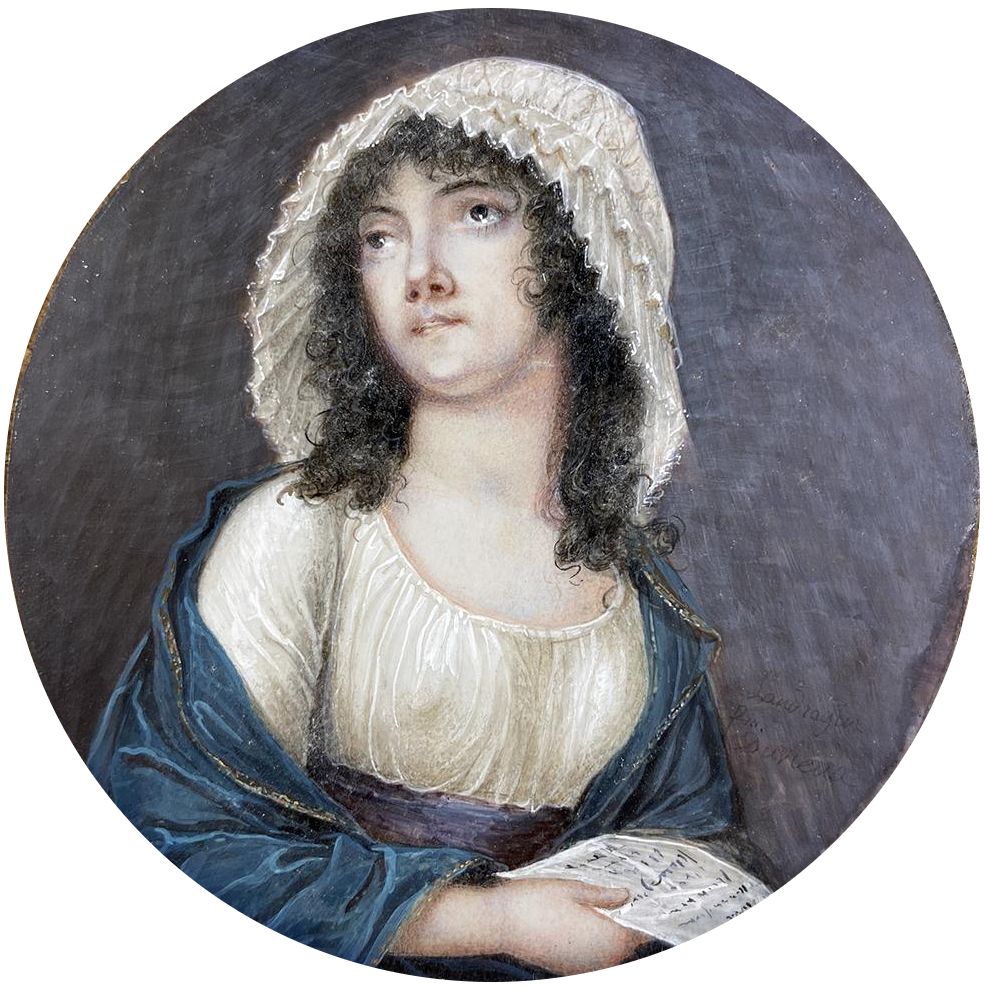
Portrait d'une femme tenant une lettre, vers 1794-1798, miniature, diamètre 7,6 cm (localisation inconnue)